# SWEBOK
SWEBOK, Software Engineering Body of Knowledge, es un documento creado por la Software Engineering Coordinating Committee, promovido por el IEEE Computer Society, que se define como una guía al conocimiento presente en el área de la Ingeniería del Software. La versión de 2005 se publicó como estándar ISO/IEC TR 19759:2005.
Supone un paso esencial hacia el desarrollo de la profesión porque representa un amplio consenso respecto a los contenidos de la disciplina.

## Objetivos
- Caracterizar los contenidos de la Ingeniería del Software.
- Proveer acceso a través de las temáticas al conjunto de conocimientos de la Ingeniería del Software.
- Promover una visión consistente de la Ingeniería del Software en todo el mundo.
- Clarificar la posición de la Ingeniería del Software respecto a otras disciplinas, como las Ciencias de la Computación o las Matemáticas.
- Proveer una base para su desarrollo curricular y la creación de materiales de certificación.